# Rasūl
Rasūl (arabisch رسول ‚Gesandter, Sendbote, Apostel‘, Plural rusul/رٌســل) ist ein Begriff aus dem Vokabular des Korans, der für Mohammed, bestimmte andere Propheten und auch gelegentlich für Engel und für das Buch benutzt wird. Der Begriff kommt darüber hinaus im islamischen Glaubensbekenntnis vor, dessen zweiter Teil lautet: „Ich bezeuge, dass Muhammad der Gesandte Gottes ist“ (أشهد أنّ محمدا رسول الله/ʾašhadu ʾanna muḥammadan rasūlullāhi). Der Ausdruck Rasūlullāhi („Gottesgesandter“) steht daher häufig synonym für Mohammed.
Im Gegensatz zu dem arabischen Begriff Nabī („Prophet“), den der Koran erst in spätmekkanischer Zeit für Mohammed verwendet, erscheint der Begriff Rasūl schon am Ende der frühmekkanischen Zeit. Außerdem werden folgende Propheten im Koran als Rasūl bezeichnet:
1. Noah (Nūḥ), Sure 26:106–107
2. Salih (Ṣāliḥ), Sure 26:142–143
3. Lot (Lūt), Sure 26:161–162
4. Jitro (Shuʿaib), Sure 26:177–178
5. Mose (Mūsā), Sure 19:51
6. Ismael (ʽIsmāʽīl), Sure 19:54
7. Eber (Hūd), Sure 11:58–59
8. Jesus (ʽIsā bin Maryam), z. B. Sure 2:253, 4:171
9. Mohammed (Muḥammad), z. B. Sure 33:40

Im Koran lässt sich eine enge Verbindung zwischen einem Gesandten und seinem Volk (’umma/أمة) erkennen. Demnach sendet Gott jedem Volk nur einen Gesandten. Diese Aussagen sind v. a. aus den Koranstellen zu entnehmen, in denen von einem Zeugen gesprochen wird, der von Gott am Jüngsten Tag aus jedem Volk gewählt wird. Dennoch lässt sich keine deutliche Unterscheidung zwischen beiden Termini Nabī  und Rasūl im Koran erkennen. Propheten wie Mūsā (Mose), ʽIsā (Jesus) oder Mohammed werden sowohl Nabī  als auch Rasūl genannt. Der Begriff Rasūl bezieht sich an einigen Stellen aber auch auf Engel. So werden die Todesengel als Gesandte Gottes bezeichnet (Sure 7:37 und 6:61).